# Fon (titre)
Pour les articles homonymes, voir Fon.

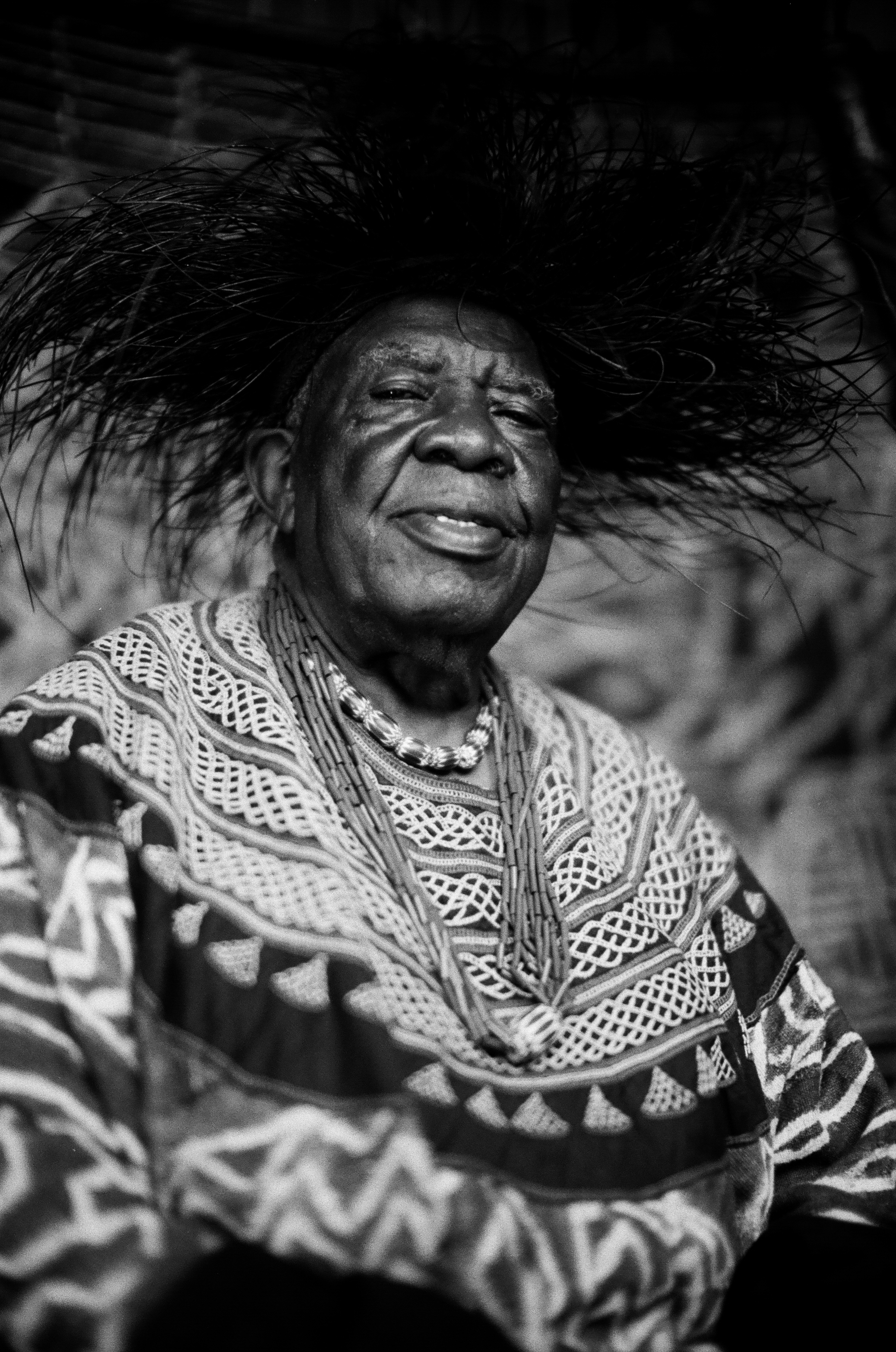
Le fon Angwafo III de Mankon.

Le fon est le chef suprême dans plusieurs sociétés traditionnelles du Nord-Ouest, du Sud-Ouest et de l'Ouest du Cameroun, notamment chez les Bali, les Tikar, les Bamilékés et les Bamoun des Grassfields. Il détient l'autorité territoriale, civile et militaire.
À l'ère coloniale, le statut des fons a varié : reconnus par les Britanniques dans le cadre de leur politique d'indirect rule, ils étaient considérés avec plus de méfiance par les Allemands et les Français. Leur rôle a évolué après l'indépendance. Ils sont désormais rattachés au ministère de l’Administration territoriale et de la Décentralisation du Cameroun (MINAT). 
Au vu de la diversité linguistique et ethnique de ce territoire, on retrouve diverses variantes de cette appellation : Fo,  Fo’o, Fouo, Mfon, Nfon, Nfor, etc.

## Appellation Bamiléké
Selon les chefferies Bamilékés, des variantes de la dénomination du chef sont retrouvées : Fé, Feu, Feu-fo, Feuh, Fo, Fo’o, Foh, Fouo, Keuh-fo.

### Fé
Bandenkop, Bapa, Bana.  			

### Feu
Bayangam, Fombele, Bahouan

### Feu-fo
Fotouni

### Feuh
Bandounga, Bameka, Bamena, Bangou

### Fo
Babouantou, Bakong, Bamaha (Maha), Bandja, Royaume de La'djo, Bangou, Banka, Batcha, Batoufam, Fondanti, Fotetsa, Foto, Foyemtcha.

### Fo’o
Bafoussam, Baham, Bamendjinda, Bamendjou, Bamesso, Bamougoum, Foréké-Dschang et Bafou (Fo'o Ndong).

### Foh
Baleng, Bangang-Fokam, Bangoua.		

### Fouo
Babete, Batcham, Bangang.

### Keuh-Fo
Babadjou

## Appellation Bamoun

### Mfon
Le Mfon est l'appellation du roi Bamoun depuis l'installation de Nchare Yen en 1394 dans l'ancienne capitale Mfomben[source insuffisante] du royaume qui est actuellement localisé dans la ville de Foumban. Le Mfon est le souverain, chef du peuple. L'attribution du titre après Nchare Yen est héréditaire. Le plus connu des rois de cette dynastie est le roi Ibrahim Njoya.

## Appellation Tikar
Chez les Tikar (peuple), le chef est appelé Mveing.

### Fon
Mbiame (Mbijaame), Nso (Nsaw), Oku.

## Appellation en Région Nord-Ouest et Sud-Ouest
Dans la région du Nord-Ouest et du Sud-Ouest du Cameroun, les chefs sont appelés soit Fon, Nfon ou Nfor.

### Fon
Awing, Babungo (Babessi), Bafut, Balikumbat, Bali-Nyonga, Bambalang, Bambui, Bamenda (Bamenda-Nkwe, Menda-Nkwe), Bamunka, (Bamungo, Vengo), Batibo, Beba, Chomba, Fonfuka (Bum), Kejom, Kedjom Keku  (Babanki-Tungaw), Kedjom Ketinguh  (Babanki-Tingo), Kedjom' Fondom of Fingye (Bafingye), Kom, Kungi, Lebang, Mankon, Mbot, Ndu, Njirong, Nkar, Talla.

### Nfon
Bafaw.

### Nfor
Bakossi, Balong et Mokonge, Eyumodjock et Ossing.